# Simon McDonald
Pour les articles homonymes, voir McDonald.
Simon Gerard McDonald (né le 9 mars 1961) est un ancien diplomate britannique qui est sous-secrétaire permanent au ministère des Affaires étrangères et du Commonwealth et chef du service diplomatique jusqu'en  septembre 2020.

## Carrière
McDonald fait ses études au De La Salle College, Salford, et étudie l'histoire au Pembroke College, Cambridge. Il rejoint le Foreign and Commonwealth Office (FCO) en 1982 et sert à Djeddah, Riyad, Bonn et Washington, DC ainsi qu'à Londres. Il est secrétaire privé principal du ministre des Affaires étrangères de 2001 à 2003 puis ambassadeur en Israël 2003–2006, à la suite de quoi il est nommé directeur pour l'Irak au FCO en 2006–2007. Il devient par la suite Conseiller en politique étrangère du Premier ministre et chef du Secrétariat outre-mer et défense au Cabinet Office entre 2007 et 2010 avant d'être nommé ambassadeur en Allemagne en octobre 2010,.
En septembre 2015, McDonald est sous-secrétaire permanent au ministère des Affaires étrangères et du Commonwealth et chef du service diplomatique, en remplacement de sir Simon Fraser,.
En juin 2020, il annonce sa retraite anticipée à l'automne 2020. Cette décision découle de la fusion du ministère des Affaires étrangères et du Commonwealth avec le ministère du Développement international, le Premier ministre Boris Johnson signalant qu'il voulait un nouveau chef pour diriger le département combiné.
McDonald reçoit une pairie à vie dans les honneurs politiques 2020.
McDonald est nommé Compagnon de l'Ordre de Saint-Michel et Saint-Georges (CMG) dans les honneurs du Nouvel An 2004 et Chevalier Commandeur de l'Ordre de Saint-Michel et Saint-Georges (KCMG) dans les honneurs d'anniversaire 2014 pour les services à l'étranger britannique politique et intérêts britanniques en Allemagne. Il est nommé chevalier commandant de l'Ordre royal de Victoria (KCVO) lors de la visite d'État de la reine en Allemagne en juin 2015.

## Famille
En 1989, Simon McDonald épouse Olivia, fille de Patrick Wright, qui a également été sous-secrétaire permanent au FCO (1986–1991). Simon et Olivia ont deux fils et deux filles 